# Glutammato N-acetiltransferasi
La glutammato N-acetiltransferasi è un enzima appartenente alla classe delle transferasi, che catalizza la seguente reazione:
N2-acetil-L-ornitina + L-glutammato ⇄ L-ornitina + N-acetil-L-glutammato
L'enzima possiede anche un'attività idrolitica sulla acetil-L-ornitina, ma la resa è dell'1% rispetto a quella di transferasi.